# Dischidia nicobarica
Dischidia nicobarica là một loài thực vật có hoa trong họ La bố ma. Loài này được Didr. mô tả khoa học đầu tiên năm 1854.